# Miejsce Pamięci Narodowej koło Grabiny
Miejsce Pamięci Narodowej koło Grabiny – miejsce pamięci narodowej zlokalizowane na północ od Grabiny, w lesie na wschód od szosy gminnej z Grabiny do Michalinowa. Oznaczone drogowskazem.
W miejscu tym 20 lub 22 listopada 1939 członkowie niemieckiego Selbstschutzu dokonali szpadlami i siekierami mordu na członkach Polskiej Organizacji Wojskowej (zamordowano wówczas dziesięć osób). Akcja ta była odwetem za zatopienie przez Polaków szkuty wywożącej Wartą zboże do Niemiec w ostatnich dniach I wojny światowej.
W miejscu zbrodni stoi pomnik w formie grobowca z krzyżem i tablicą pamiątkową.